# Пупон, Леон
Леон Пупон (фр. Léon Poupon, XIX век — неизвестно) — французский хоккеист на траве, нападающий. Участник летних Олимпийских игр 1908 года.

## Биография
Леон Пупон играл в хоккей на траве за «Стад Франсез» из Парижа.
В 1908 году вошёл в состав сборной Франции по хоккею на траве на летних Олимпийских играх в Лондоне, занявшей 6-е место. Играл на позиции нападающего, провёл 2 матча, забил 1 мяч в ворота сборной Англии. Этот мяч стал единственным для французов на турнире и первым для французского хоккея на траве на Олимпийских играх.
О дальнейшей жизни данных нет.